# Pityrogramma eggersii
Pityrogramma eggersii là một loài thực vật có mạch trong họ Adiantaceae. Loài này được (H. Christ) Maxon miêu tả khoa học đầu tiên năm 1918.